# Schwarze Heckenkirsche

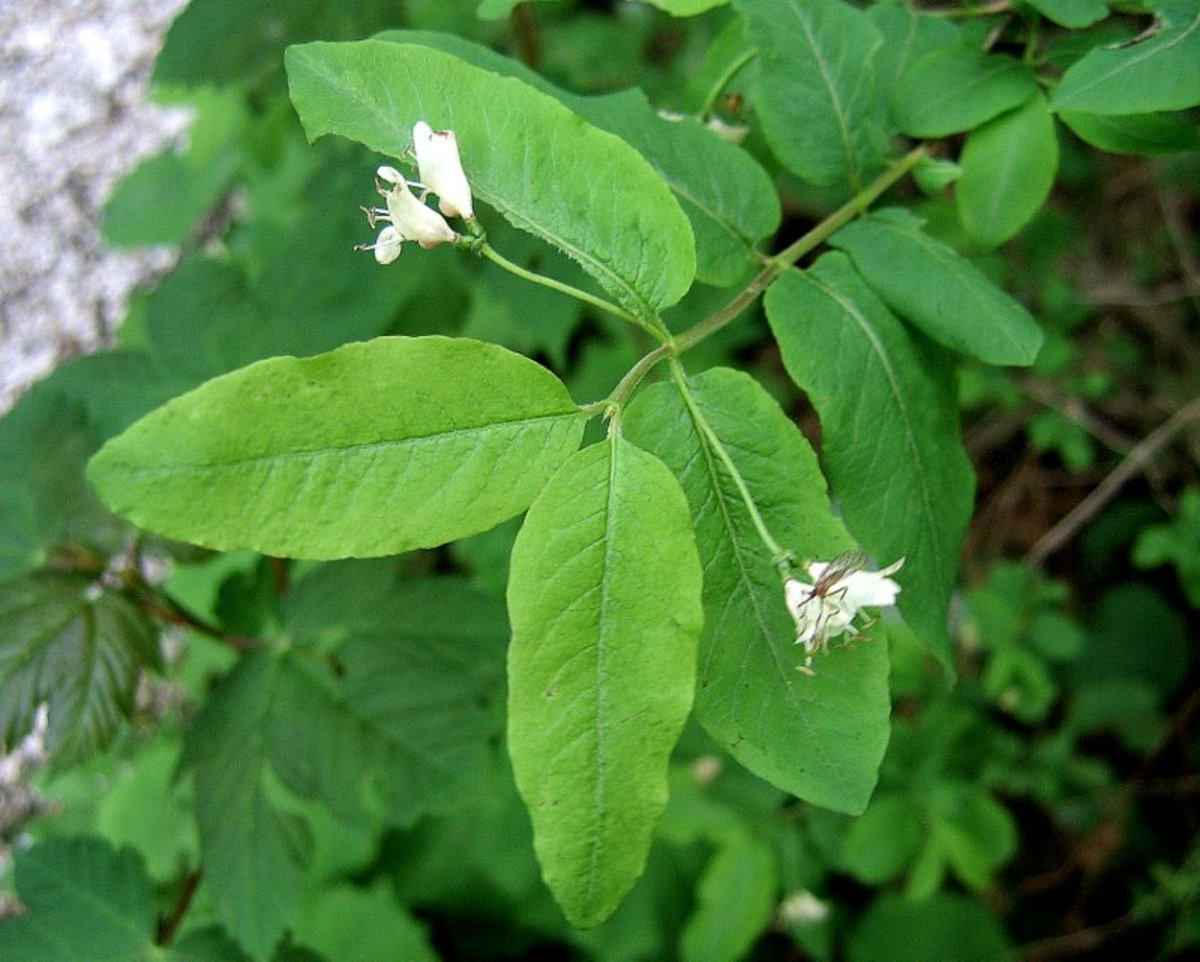
Schwarze Heckenkirsche (Lonicera nigra) in Blüte

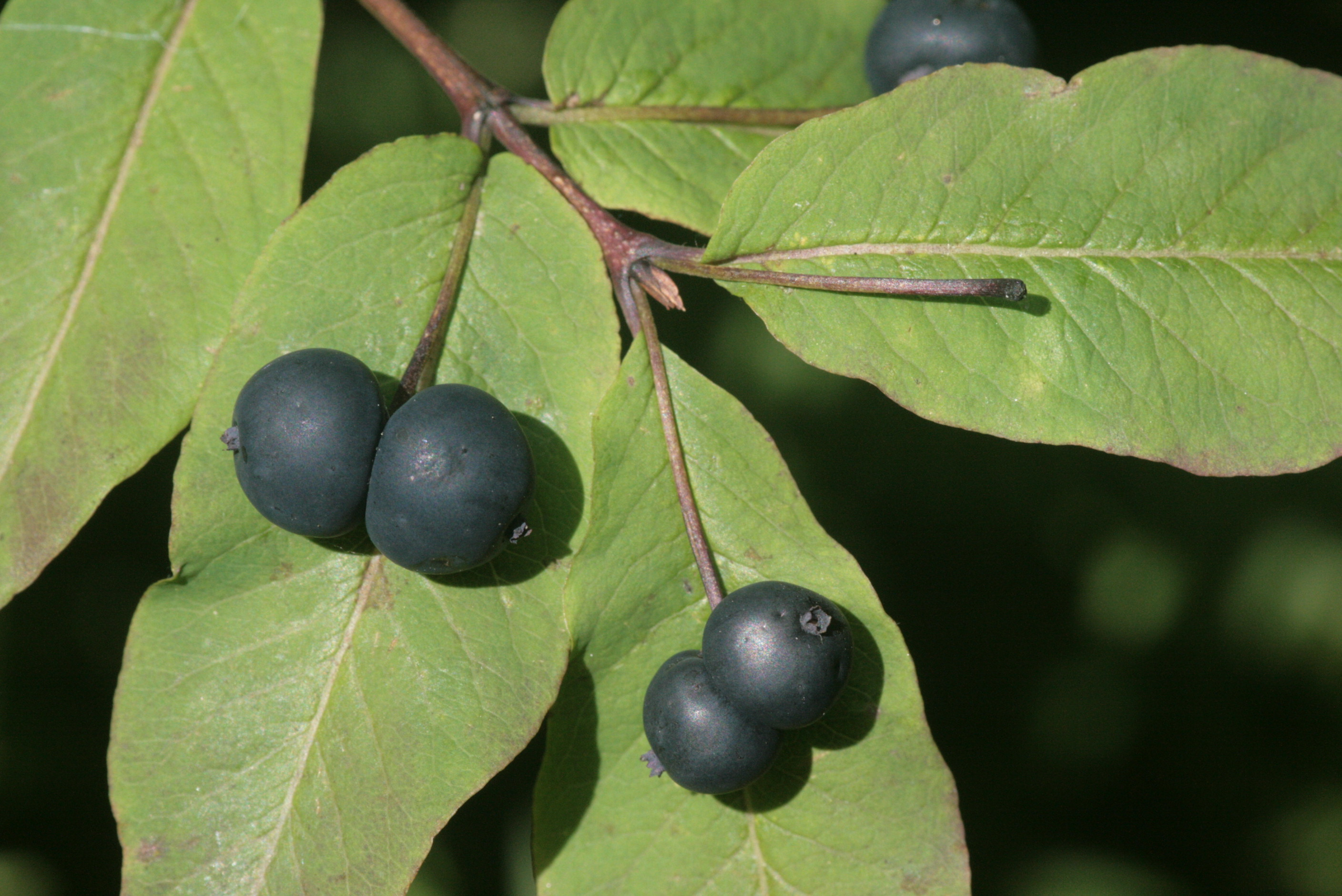
Schwarze Heckenkirsche (Lonicera nigra), fruchtend

Die Schwarze Heckenkirsche (Lonicera nigra) ist ein Strauch aus der Familie der Geißblattgewächse (Caprifoliaceae). Der Name nigra bezieht sich auf die schwarzen Früchte.

## Merkmale
Die Schwarze Heckenkirsche ist ein aufrechter Strauch, dessen Stängel nicht winden. Sie erreicht eine Wuchshöhe von 50 bis 200 Zentimeter. Die Zweige sind dunkelbraun, kahl oder fast kahl, schlank und glatt. Sie besitzen ein weißes Mark, das im Querschnitt fünfeckig ist. Die Knospen sind eiförmig und spitz. Sie sind bis sieben Millimeter lang, kahl und tragen in ihrer Achsel Beiknospen. Die Knospenschuppen sind zugespitzt, besitzen einen Kiel und sind braun mit grau abschilfernder Epidermis. 
Die Blätter sind bis neun Zentimeter lang und haben eine eilänglich-elliptische Blattform. Der Blattgrund ist breit keilförmig, die Blattspitze kurz zugespitzt oder stumpf. Sie sind nur an den Adern der Unterseite spärlich behaart oder ganz kahl. Die Blattoberseite ist lebhaft grün, die Unterseite heller, graugrün. Der Blattstiel ist bis fünf Millimeter lang.
Die Blüten stehen zu zweit an einem gemeinsamen Stiel, der in einer Blattachsel entspringt. Der Stiel ist drei- bis viermal so lang wie die Blüten. Der verwachsene Kelch besitzt fünf spitze, drüsig behaarte Zähne. Die Blütenkrone ist rötlich oder weiß und acht bis zehn Millimeter lang. Die Kronröhre ist kurz, der längere Saum ist zweilippig: die Oberlippe ist aufrecht und viergeteilt, die Unterlippe ist schmal und zurückgebogen. Es gibt fünf Staubblätter. Die Fruchtknoten  eines Blütenpaares sind nur am Grund miteinander verwachsen. Der Griffel mit kopfiger Narbe reicht wie die Staubblätter nicht über die Krone hinaus. Die Blütezeit ist von April bis Juni. Die Bestäubung erfolgt durch Bienen.
Die Früchte sind schwarze Doppelbeeren mit blauem Reif. Sie haben einen Durchmesser von acht bis zehn Millimeter und reifen im Juli/August. Eine Beere enthält zwei flache, elliptische Samen von vier Millimetern Länge. Die Ausbreitung erfolgt durch Vögel. Die Beeren gelten teils als giftig, teils als ungenießbar. 
Die Chromosomenzahl beträgt 2n = 18.

## Vorkommen
Die Art kommt nur in den Gebirgslagen Süd-, Zentral- und Osteuropas vor. Sie hat ursprüngliche Vorkommen in den Ländern Spanien, Andorra, Frankreich, Deutschland, Schweiz, Liechtenstein, Österreich, Tschechien, Slowakei, Polen, Ungarn, Italien, Slowenien, Kroatien, Serbien, Montenegro, Bosnien-Herzegowina, Bulgarien, Griechenland, Rumänien, Ukraine. In Norwegen ist sie ein Neophyt.
Die Nordgrenze in Deutschland sind Rhön, Frankenwald, Thüringer Wald, weiters Fichtelgebirge und Oberlausitz. Die Ostgrenze ist der Karpatenbogen. Im Westen kommt sie inselartig in Teilen der Pyrenäen, in den Cevennen, Vogesen und im südlichen Schwarzwald vor. Im Süden kommt sie im nördlichen Apennin vor, im Südosten bis nach Nordgriechenland. In der Poebene und der Ungarischen Tiefebene innerhalb des Areals fehlt sie. 
Sie kommt in der montanen bis subalpinen Höhenstufe vor. In den Bayerischen Alpen steigt sie bis 1460 m, in Tirol bis 1900 m und in Graubünden bis 2000 m. In den Allgäuer Alpen steigt sie in Bayern am Häbelesgrund zwischen Breitenberg und Rotspitze bis zu 1600 m Meereshöhe auf.
Sie bevorzugt subozeanisches Klima und wächst in den Bergmischwäldern unter Fichten, Tannen und Buchen, aber auch in Grünerlengebüschen und in Latschenkiefern-Beständen. Ihren Verbreitungsschwerpunkt in Mitteleuropa hat sie in Abies-Wäldern des Galio-Abietenion-Unterverbands, kommt aber auch in hochmontanen Fagion-, in krautreichen Piceieon-Wäldern und seltener in Gesellschaften der Prunetalia oder des Verbands Calamagrostion arundinaceae vor.
Die Schwarze Heckenkirsche wächst vorwiegend auf frischen, mäßig nährstoffreichen, eher kalkarmen Böden. 

## Ökologie
Sie ist eine Schattenpflanze. Ihre Blüten werden durch Insekten, vor allem Bienen, bestäubt.

## Belege
- Peter Schütt, Ulla M. Lang: Lonicera nigra. In: Schütt, Weisgerber, Schuck, Lang, Stimm, Roloff: Enzyklopädie der Sträucher. Nikol, Hamburg 2006, S. 193–196. ISBN 978-3-937872-40-7
- Siegmund Seybold (Hrsg.): Schmeil-Fitschen interaktiv (CD-Rom), Quelle & Meyer, Wiebelsheim 2001/2002, ISBN 3-494-01327-6